# Chandu the Magician
Chandu the Magician ist ein US-amerikanischer pre-code Fantasy-Horror-Mystery-Film aus dem Jahr 1932. Der Film basiert auf der gleichnamigen Radio-Sendung Chandu the Magician aus dem Jahr 1932 bis 1933. Die Hauptrollen spielten Edmund Lowe als Chandu und Irene Ware als Prinzessin Nadschi. 1934 erschien die Fortsetzung The Return of Chandu.

## Handlung
Drei Jahre lang hat Frank Chandler östliche Magie bei den Yogis in Indien studiert und nimmt bei seinem Abschluss die neue Identität des Chandu an. Er hat nun die Macht zu teleportieren, astral zu projizieren, zu hypnotisieren und Illusionen zu projizieren. Mit diesen übernatürlichen Fähigkeiten wird er von seinem Lehrer beauftragt, „mit seiner Jugend und Kraft auszuziehen, um das Böse zu besiegen, das die Menschheit bedroht“.
Chandu wird nach Alexandria in Ägypten geschickt, wo sein Schwager Robert Regent von dem bösen Roxor entführt wurde. Der Erfinder hat eine Todesstrahl-Waffe entwickelt, die fähig ist, ganze Städte zu vernichten. Roxor plant, den Strahl für seine Pläne zur Weltherrschaft einzusetzen. Chandu besucht seine Schwester Dohorthy und ihre Kinder Bobby und Betty. Er kann gerade noch verhindern, dass Betty Lou von Roxors Schergen entführt wird. Kurz darauf kann Chandu auch seine Geliebte, die Prinzessin Nadschi aus Roxors Klauen befreien.
Zusammen reisen alle per Schiff den Nil hinauf, wo Robert Regent von Roxor gefangen gehalten wird. Während Chandu und Nadschi in einem alten Tempel nur knapp einer Falle von Roxors Handlangern entkommen können, überfallen Roxors Männer das Schiff und entführen Chandus Nichte Betty. Da Robert das Geheimnis seiner Erfindung nicht an Roxor verraten will, will dieser Betty als Druckmittel einsetzen. Daraufhin lässt er Betty auf den Sklavenmarkt schaffen und Robert zusehen wie seine Tochter als Sklavin verkauft wird. Robert weigert sich das Geheimnis preiszugeben. Tatsächlich ist Bettys Käufer aber der als alter Mann verkleidete Chandu. Er verhilft ihr zur Flucht und sie kehren zum Schiff zurück.
Wenig später werden Chandu und Nadschi angegriffen und beide von Roxors Handlangern gefangen genommen. Auch Dorothy und ihr Sohn Bobby und ihre Tochter Betty werden entführt und in Roxors Hauptquartier in einem alten ägyptischen Tempel gebracht. Während Chandu in einen Sarkophag eingesperrt und auf den Grund des Nils geworfen wird, droht Roxor Robert an, seine Familie zu töten, wenn er nicht das Geheimnis seiner Waffe preisgibt. Chandu gelingt es aus dem Sarkophag zu entkommen, Roxor zu überwinden und mit Nadschi und Roberts Familie zu fliehen, ehe die Geheimwaffe überhitzt und mitsamt Roxor explodiert.

## Kritiken
Die New York Times bezeichnete den Film als „krachende Unterhaltung für die Kinder und eine Reihe von naiv-jugendlichen Eskapaden für die Erwachsenen“.

## Hintergrund
Der 1932 gedrehte Film Chandu the Magician wurde in der sogenannten pre-code-Ära gedreht, die sich durch eine starke Offenheit von unter anderem sexuellen Inhalten auszeichnete. Im Film hat die damals 15-jährige June Lang eine Szene, in der ihre Figur der Betty auf dem Sklavenmarkt verkauft wird. Dabei sind unter ihrem dünnen Nachtgewand deutlich die Brustwarzen erkennbar. Derartige Darstellungen endeten mit der verpflichtenden Einführung des Hays-Codes und damit der Zensur der amerikanischen Filmzensur.
Der US-amerikanische Autor und Rassismusforscher Jack Shaheen listete den Film in seiner kritischen Film-Enzyklopädie Reel Bad Arabs – How Hollywood vilifies a people auf und attestiert dem Film die Verwendung stereotyper, wenn nicht rassistischer Darstellungen von Arabern.